# Kwame Nkrumah
Kwame Nkrumah (también conocido como Francis Nwia Kofi Nkrumah; Nkroful, Costa de Oro británica, 21 de septiembre de 1909-Bucarest, Rumania, 27 de abril de 1972) fue uno de los líderes políticos de la independencia de Ghana, político y filósofo panafricanista. Dominó la vida política de su país desde 1951 hasta su derrocamiento en un golpe de Estado militar el 24 de febrero de 1966 hecho por el Consejo de Liberación Nacional, grupo que contaba con apoyo de la CIA. Dicho golpe además resultó en la privatización de muchas de las empresas estatales del país.

## Biografía

### Primeros años
Kwame Nkrumah nació el 21 de septiembre de 1909 en Nkroful, Costa de Oro británica, de una comerciante al detalle y un orfebre. Asistió a la Achimota School de Acra desde 1926 hasta su graduación en 1930 En 1935 abandonó Ghana en dirección a los Estados Unidos. Allí se graduó en economía, sociología y psicología mientras trabajaba en una fábrica de jabón, de camarero de barco o vendiendo pescado en la calle. En 1945 viajó a Londres para estudiar derecho, pero abandonó la carrera para dedicarse al activismo político, de izquierda y antiimperialista. En otoño de 1947 la United Gold Coast Convention (UGCC) de J. B. Danquah le ofreció un empleo, que le hizo retornar a Costa de Oro. Sin embargo, sus ideas de izquierda le separaron de Danquah y sus seguidores. Nkrumah dejó el partido para fundar el suyo propio, el Partido de la Convención Popular (CPP). Dotó al partido de una organización y unas técnicas modernas de promoción, al organizar grupos juveniles, usar banderas y eslóganes y proveerse de un aparato de prensa que criticaba al gobierno colonial.

## Hacia la independencia
Nkrumah promulgaba por todo el país que la independencia traería a Ghana la prosperidad. Uno de sus lemas era «busca primero el reino político y todo lo demás vendrá». Rápidamente cobró popularidad, primero entre los desfavorecidos y más tarde entre los comerciantes, oficinistas y profesores de las ciudades. Cuando tuvo un mayor número de seguidores, intensificó sus protestas y abogó por lo que denominó la «Acción Positiva», que consistía en promover huelgas, boicots, revueltas y protestas masivas. Como respuesta a estos incidentes cada vez más graves para las autoridades coloniales británicas, el gobernador Charles Noble Arden-Clarke ordenó arrestar a Nkrumah y otros líderes políticos en 1950. En una carta a su familia, Arden-Clarke escribió que había estado ocupado "tratando con el Hitler local". Nkrumah fue condenado a tres años de prisión. Sin embargo, lejos de disminuir su popularidad, la estancia en prisión la avivó, pues los apresados fueron considerados héroes por numerosos ghaneses, y parecía muy probable que el CPP obtuviese la mayoría en las elecciones planeadas para febrero de 1951 aprobadas por Gran Bretaña como una forma de otorgar mayor autonomía a su levantisca colonia de Costa de Oro. Nkrumah se enfrentaba sin embargo a un obstáculo de cara a las elecciones, pues los convictos que habían sido condenados por más de un año no podían registrarse para las elecciones. Sin embargo, como su sentencia era de tres penas independientes, cada una de un año, consiguió inscribirse. El 9 de febrero de 1951 recibió de las autoridades penitenciarias el resultado de las elecciones. El CPP había conseguido 33 de los 38 escaños y Nkrumah había logrado su escaño con una victoria de 20.780 votos de un total de 23.122 por Acra.
En esta situación, el gobernador se enfrentaba a la difícil cuestión de liberar o no a Nkrumah de la prisión. Si se le liberaba, Nkrumah había amenazado con boicotear al gobierno colonial si no se concedía a la región la posibilidad de autogobernarse efectivamente. Si no, el CPP probablemente se negaría a cooperar, el gobierno colonial perdería lo que le quedaba de apoyo popular y previsiblemente se desencadenaría una revuelta. El gobernador británico finalmente se decidió por liberar a Nkrumah e invitarlo a acudir a la mansión del gobernador en Fort Christiansborg al día siguiente, donde le pidió que formase gobierno. La constitución establecía que el gobernador seguiría al mando de la policía, los asuntos externos, las finanzas, las tropas africanas del ejército y el poder judicial. Sin embargo, Nkrumah pidió a los británicos el autogobierno completo, que obtuvo en 1954. 
En sus primeros años en el gobierno, Nkrumah se enfrentó a un problema de gran envergadura. El gobierno británico había fundado hacía varios años la Cocoa Marketing Board (CMB), que actuaba como un único comprador, vendedor y exportador de la producción completa de cacao ghanés. Nkrumah ordenó que el precio se mantuviese artificialmente muy bajo, casi inferior a un tercio del precio que se percibía en los mercados internacionales.[cita requerida] Su objetivo era vender la mayor cantidad posible de cacao en un plazo muy breve y así obtener rápidamente dinero para proyectos de desarrollo. 
El descenso en el precio de compra causó perjuicios a los pequeños y medianos agricultores, lo cual unido a la corrupción creciente del CMB por miembros del partido[cita requerida], provocó la agitación de los ashanti, con capital en Kumasi, y la aparición de un nuevo partido, el National Liberation Movement, que pedía una constitución federal con autonomía para los ashanti. Se sucedió una serie de movimientos violentos y explotó una bomba en la residencia de Nkrumah en Acra. Los disturbios generaron dudas en Gran Bretaña acerca de conceder la independencia al país, y decidió organizar unas nuevas elecciones legislativas en 1956. En ellas, el partido de Nkrumah obtuvo 72 de 104 escaños, aunque la participación de electores bajó hasta el 57%. El resultado convenció finalmente al gobierno británico y Ghana se independizó oficialmente el 6 de marzo de 1957.

### Tras la independencia

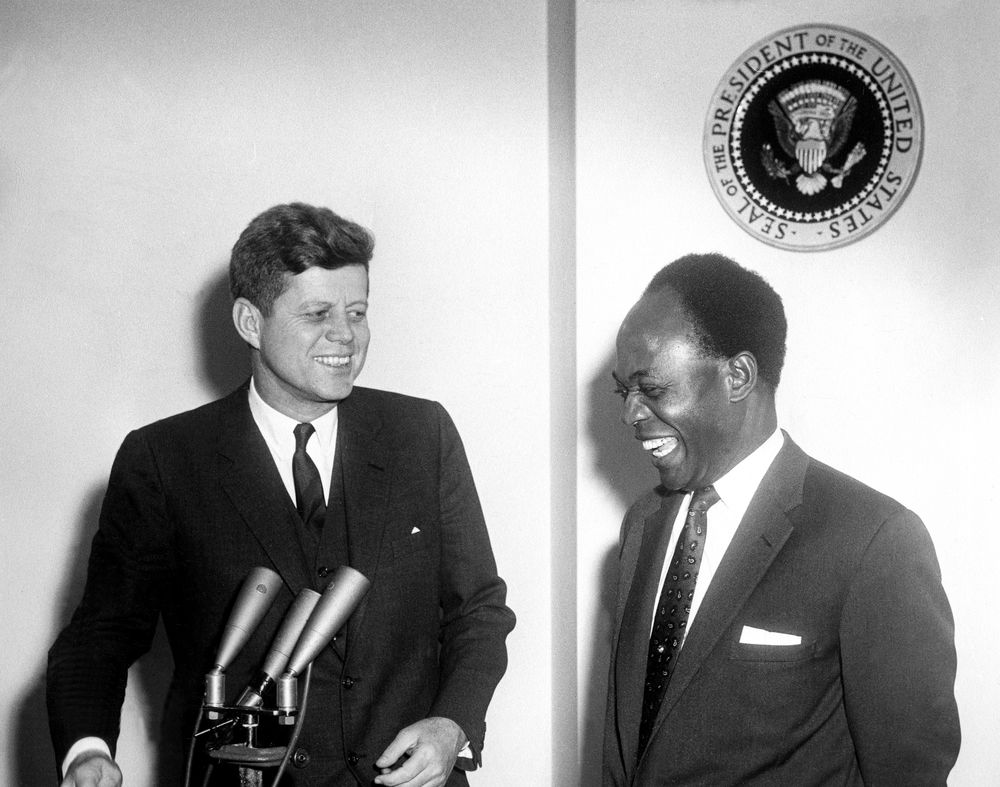
El presidente estadounidense John F. Kennedy con Kwame Nkrumah, en marzo de 1961.

Nkrumah eligió como residencia presidencial el castillo de Fort Christiansborg, la antigua residencia del gobernador colonial británico, un lugar que en el pasado había servido para la trata de esclavos, y que los servidores presidenciales consideraban como embrujado, lo cual le distanció de sus conciudadanos. Sin mayores intereses que los deportes, la comida o la comodidad, Nkrumah decía dedicarse exclusivamente al trabajo. 
Después de que Ghana se convirtiera en una república en 1960, Nkrumah se convirtió en presidente. Un influyente defensor del panafricanismo del siglo XX, fue miembro fundador de la Organización de la Unidad Africana y fue el ganador del Premio Lenin de la Paz en 1963. 
Según su confidente y secretaria personal Erica Powell, Nkrumah desconfiaba de sus colegas y vivía una existencia solitaria.
Tenía la intención de convertir Acra en una base política y económica para la independencia de todo el continente africano. En 1958 organizó una conferencia para promover la revolución pacífica africana, a la que asistieron trescientos representantes, entre los que se encontraban Julius Nyerere, Joshua Nkomo, Kenneth Kaunda, Hastings Banda, Patrice Lumumba, Amílcar Cabral, Holden Roberto y Tom Mboya.
Nkrumah alegaba en sus escritos que creía en un socialismo moderado para África, sin negar las ventajas de algunos aspectos del sistema de producción capitalista de base nacional, si bien siempre fue un firme oponente del imperialismo occidental. Su plan para desarrollar la economía africana era industrializar la región, de forma que se redujesen las importaciones y la balanza de pagos mejorase. Consideraba que el socialismo tenía el potencial de operar un rápido crecimiento en África, pues Nkrumah estaba impresionado por la experiencia de desarrollo industrial rápido ocurrida en la URSS y en los países socialistas europeos, así como por el estado de bienestar. Además, juzgaba que la forma de vida tradicional en África reunía muchas similitudes con el socialismo.
Más ambicioso que otros líderes africanos, Nkrumah se consideraba deseaba convertir a Ghana en una verdadera potencia y un ejemplo de Estado moderno, mientras se transformaba al continente africano en una fuerza política y económica comparable a los Estados Unidos y la Unión Soviética. Acuñó un nuevo término de doctrina política, el nkruhmahismo, que designaba una ideología bastante personal. El Instituto Kwame Nkrumah, que él fundó, era el responsable de difundir esta ideología, y según anunciaba «El nkrumahismo es la ideología de la Nueva África, independiente y absolutamente libre del imperialismo, organizada a escala continental, fundamentada en la concepción de la África Una y Unida, que obtiene su fuerza de la ciencia y la tecnología modernas y de la creencia africana tradicional de que el libre desarrollo de uno mismo está condicionado por el libre desarrollo de todos».
Ghana desarrolló pronto un gran culto a la personalidad de Nkrumah. Los diarios elogiaban a su líder y frecuentemente lo describían como el hombre capaz de transformar a Ghana, a África, y al mundo entero. Asumió informalmente varios títulos con nombres como Hombre del Destino, Estrella de África, Su Alta Dedicación y sobre todo Osagyefo, traducible como «victorioso en la batalla» o «redentor». Por otra parte, se intensificó su soledad y desconfianza en su entorno, según Erica Powell.  El 30 de diciembre de 1957 contrajo matrimonio con la egipcia Fathia Rizk, esposa que había pedido al presidente de Egipto Gamal Abdel Nasser, una mujer a quien no había visto hasta el día de su boda, y solo hablaba francés y árabe, lenguas que Nkrumah desconocía, en una ceremonia íntima que mantuvo en secreto hasta el mismo día de la boda. 
En 1960 Nkrumah promulgó una nueva Constitución por la que Ghana pasaba a ser una república  que podía gobernarse fácilmente, pues se otorgaba al presidente la facultad de emitir decretos sin necesidad de aprobación del parlamento, rechazar gran número de decisiones parlamentarias, y destituir prácticamente a cualquier funcionario del Estado. También se otorgaba al régimen el control de los medios de comunicación[cita requerida]. En 1961 el mostrar «falta de respeto a la persona del jefe de estado» pasó a ser considerado una falta criminal. Nkrumah fue elegido presidente con casi el 90% de los votos.
Subordinó otras instituciones al CPP, de forma que en la práctica el partido tenía fuerte influencia sobre organizaciones tan variadas como la Brigada de los Trabajadores o el Consejo de las Mujeres de Ghana. El obispo católico de Acra fue expulsado del país por mostrar su desacuerdo con la politización de los grupos juveniles. El CPP se tornó en un partido con grandes tensiones internas a causa de la disparidad de intereses entre sus integrantes (de muy diversa extracción política). El secretario general del partido, Tawia Adamafio, lo describió una vez como «un monstruo aullante amenazando con arruinar la nación entera». Nkrumah prometió acometer el problema de la corrupción de los altos funcionarios y para ello creó un comité que investigaría la procedencia de los bienes de los miembros del partido. En la práctica, sin embargo, sus resultados no se publicaron y la élite del partido siguió igual de corrupta.
Por otra parte, Nkrumah construyó gran número de valiosas obras públicas: muchos hospitales, colegios y carreteras, y sobre todo el gran complejo hidroeléctrico en el río Volta. Su entusiasmo a la hora de construir infraestructuras,  Así se construyeron por ejemplo enormes y costosos silos para el cacao, para descubrir más tarde que eran inutilizables.
Nkrumah logró industrializar rápidamente la economía de Ghana. Él razonó que si Ghana escapaba del sistema de comercio colonial al reducir la dependencia del capital, la tecnología y los bienes materiales extranjeros, podría llegar a ser verdaderamente independiente.
Un plan de siete años presentado en 1964 se centró en una mayor industrialización, enfatizando los sustitutos nacionales de las importaciones comunes, la modernización de la industria de materiales de construcción, la fabricación de máquinas, electrificación y mayor inversión electrónica.

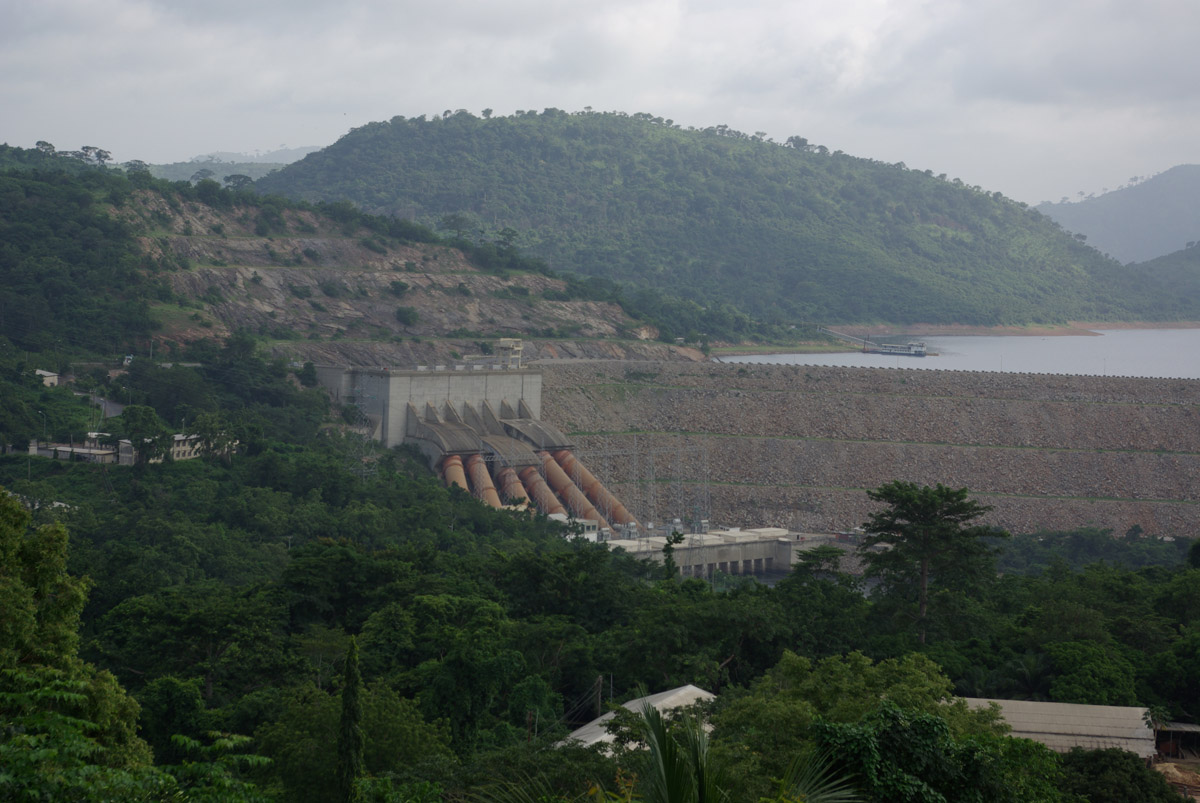
Central eléctrica de Akosombo

Nkrumah visita la presa de Akosombo en construcción con su coche presidencial Chevrolet Impala de 1961, febrero de 1962.

Ghana bajo Nkrumah se encontraba entre las áreas más ricas y socialmente avanzadas de África, con escuelas, ferrocarriles, hospitales, seguridad social y una economía avanzada. Después del Plan de Desarrollo de Diez Años, Nkrumah presentó el Segundo Plan de Desarrollo en 1959. Este plan requería el desarrollo de la manufactura: 600 fábricas que producen 100 variedades de productos
El tiempo de Nkrumah en el cargo comenzó con éxito: la silvicultura, la pesca y la cría de ganado se expandieron, la producción de cacao (la principal exportación de Ghana) se duplicó y los modestos depósitos de bauxita y oro se explotaron con mayor eficacia. La construcción de una presa en el río Volta (lanzada en 1961) proporcionó agua para riego y energía hidroeléctrica, que produjo suficiente electricidad para los pueblos y para una nueva planta de aluminio. También se proporcionaron fondos gubernamentales para proyectos de aldeas en los que la población local construyó escuelas y caminos, mientras que se introdujeron la atención médica y la educación gratuitas.
El compromiso de Nkrumah hizo que se adoptasen nuevas políticas sociales además de continuación de potenciadores para el desarrollismo y planificación económica, pero también hizo especial hincapié en la educación, la sanidad y en los derechos de las mujeres.

#### Política educativa y cultural
La educación se hizo gratuita y obligatoria en 1962, y la educación superior en 1965. El número de estudiantes matriculados en las escuelas, que no superaba los 150.000 en el decenio de 1950, llegó a 1.135.000 a mediados del decenio de 1960.

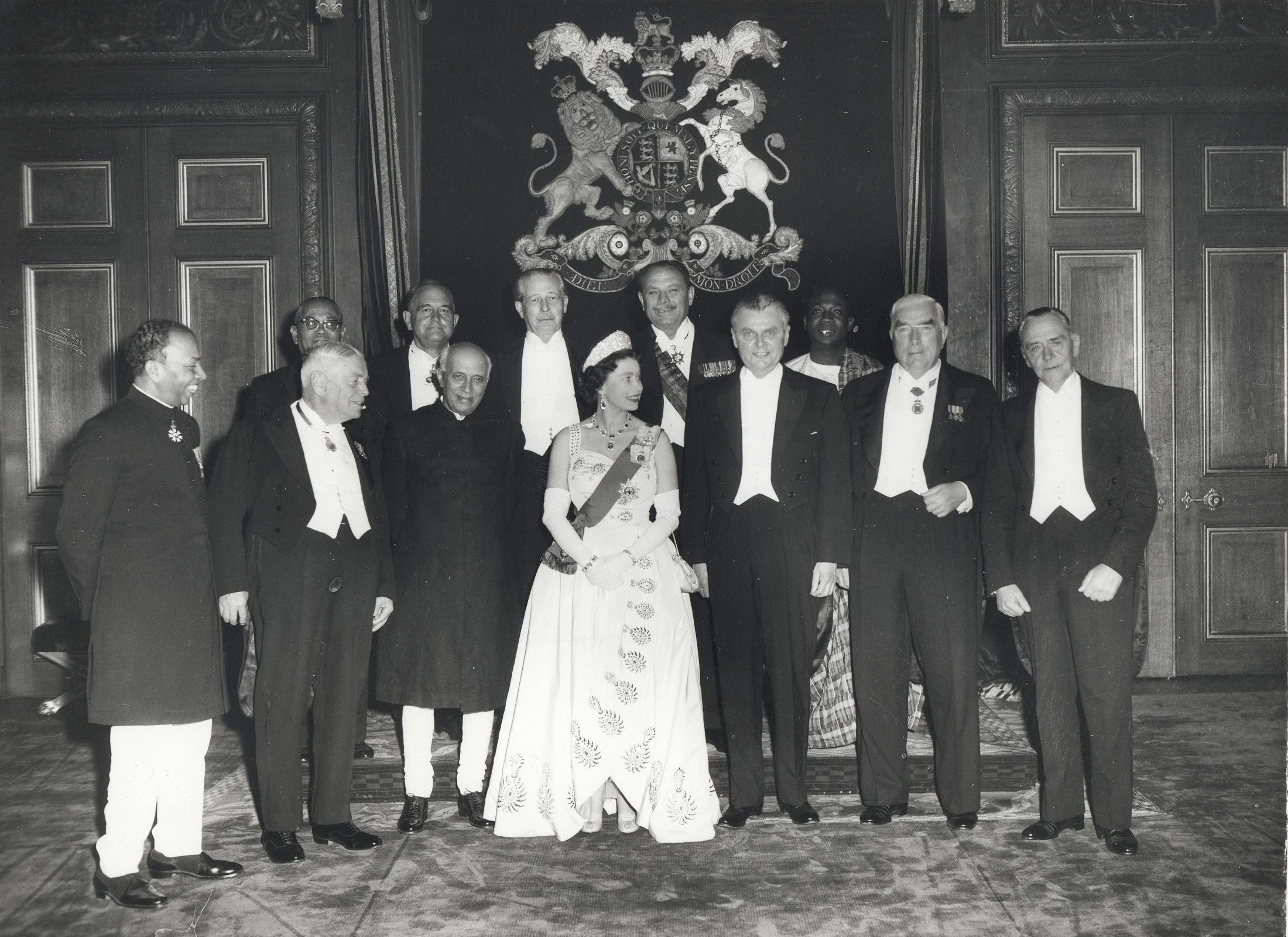
Nkrumah reunido con el primer ministro de India Nehru y la Reina Isabel II del Reino Unido (1960).

Kwame Nkrumah también se esfuerza por promover una cultura panafricana. Irritado por el eurocentrismo de los libros e instituciones culturales británicas, supervisó la creación de un Museo Nacional de Ghana, inaugurado el 5 de marzo de 1957, un Consejo de las Artes de Ghana, una biblioteca de investigación sobre asuntos africanos en junio de 1961 y la Ghana Film Corporation en 1964. En 1962, también abrió un Instituto de Estudios Africanos.
A nivel educativo, Nkrumah impulsó notablemente el sistema educativo a través de la creación del <<Ghana Trust Education>> (GET), el cual promovía una educación secundaria y técnica superior. A nivel legislativo destaca la promulgación de la Ley de Educación (siendo el Estado quien aporta una educación primaria y secundaria gratuita, siendo de carácter obligatorio). 
Tras su muerte, hubo aspectos de sus reformas públicas empeoraron, como es el caso de la educación. El nivel que se había alcanzado durante su mandato descendió tras el golpe de Estado de 1966 debido a la reducción del tiempo de formación de la etapa primaria por parte del Consejo de Liberación Nacional (al poder tras el golpe). Posteriormente, se dieron otras reformas (en 1974 tras otros golpes en 1972, en 1987, 1995, 2007 y 2017) en las cuales se fue modernizando la orientación académica desde una enseñanza secundaria superior enfocada a la manufacturación hasta la actual orientación por la ciencia y nuevas tecnologías. 

#### Política de Derechos de la Mujer
Una campaña contra la desnudez en el norte del país, dirigida por Hannah Kudjoe, una de los líderes de su partido, recibió una atención especial. Hannah Kudjoe también creó la Liga de Mujeres de Ghana, trabajó en nutrición, crianza de niños y vestimenta. La Liga de Mujeres también encabezó una manifestación contra las pruebas nucleares francesas en el Sáhara.

Un sello de la URSS de 1989 con una imagen de Nkrumah.

Se realizaron también varios cambios en defensa de las minorías sociales, las mujeres y la religión, aunque las decisiones se acabaron tomando por decretazo debido a la alta corrupción por el poder que había entre los altos cargos y funcionarios y la élite del partido (incluso se creó un comité de investigación para controlar el patrimonio de los ya nombradas figuras). 
El papel de las mujeres en la sociedad ascendió en referencia a sus derechos políticos y educativos principalmente, pues además de realizarse conferencias como la de Las Mujeres Africanas de 1960, y de crearse instituciones (subordinadas al CPP) como la Brigada de los Trabajadores, el Consejo de las Mujeres de Ghana o las Mujeres de la Unión de Estados Africanos (siendo este último más a nivel continental) (Manuh, 1991), las disposiciones legislativas que se tomaron entre 1959 y 1960 se reflejaron en la creación de escaños femeninos reservados en el Parlamento. Y a nivel educativo, su ingreso a las universidades y determinadas profesiones se facilitó.

### Declive
La crisis del cacao de 1961, por la que su precio en los mercados internacionales cayó en picado, enfrentó a Nkrumah a dificultades. Para asegurar un flujo de rentas al Estado se introdujo un notable aumento de los impuestos, y los trabajadores ferroviarios y portuarios se declararon en huelga. Como represalia, Nkrumah los arrestó y los apresó sin juicio al amparo de una norma dictada en 1961 por la cual prácticamente todos los movimientos obreros y sindicales precisaban de la autorización presidencial previa para protestar, bajo pena de cárcel por entorpecer el desarrollo industrial de la nación. También arrestó a políticos rivales y realizó purgas en su propio partido. Los jueces de estos procesos fueron nombrados por el propio Nkrumah.
Tras viajar a la República Popular China y a la URSS en 1961, Nkrumah decidió crear compañías operadas por el Estado ghanés. En 1966 había creado más de cincuenta de estas corporaciones. La deuda externa creció, oficialmente, hasta los 349 millones de libras esterlinas en 1963, aunque los datos precisos se desconocen.
La política agraria tampoco obtuvo buenos resultados. Ciertamente el régimen destinó muchos recursos a la mecanización de la aún atrasada agricultura pero sin prestar oídos a las necesidades de los campesinos respecto al precio que se pagaba por los productos de la tierra. Por otra parte, el porcentaje de los ingresos obtenidos de la venta de cacao que recibían los productores pasó del 72% en 1960 al 41% cinco años más tarde. Las compañías agrarias estatales registraron pérdidas.
Teniendo en cuenta que a su llegada al poder Costa de Oro era una de las colonias británicas más ricas de África, la gestión económica de Nkrumah fue muy mala.[cita requerida] En 1963 el nivel de vida de los trabajadores no cualificados había descendido hasta el nivel de 1939. Entre 1960 y 1966 el salario mínimo se había reducido a la mitad sin que ello se compensara con una reducción del costo de vida. En 1963, las reservas del estado descendieron por debajo del medio millón de libras.
Por otro lado, los proyectos de Nkrumah para hacer de Ghana una pieza clave del Movimiento de Países No Alineados y de unificar África en un solo proyecto político también fracasaron. Cuando en 1963 propuso en una conferencia de líderes africanos que apoyaran una declaración por la que se mostraban partidarios de la Unión de Estados Africanos bajo la guía de Ghana prácticamente nadie apoyó seriamente su propuesta. Tuvo disputas con Julius Nyerere, presidente de Tanzania, a causa del plan de este último de crear una federación de estados africanos orientales, pero con los líderes partidarios del socialismo africano (lo que contradecía al socialismo científico preconizado por Nkrumah) y agregar en esa federación a los estados francófonos, a los que Nkrumah consideraba aún satélites de la Francia colonial. 
Además, Nkrumah apoyó a las guerrillas de Togo, Costa de Marfil, Alto Volta, Nigeria y Níger que comulgasen con sus teorías de la unidad africana. El intento de asesinato de Sylvanus Olympio, presidente de Togo, por uno de estos grupos, le puso en dificultades diplomáticas con otros países africanos. Sus campamentos de entrenamiento de disidentes de otros gobiernos contaban con el asesoramiento de expertos chinos y de la Alemania Oriental. Fruto de estas actividades fue el intento de asesinato del presidente de Níger, Hamani Diori.
A pesar de los fracasos, Nkrumah se involucró en varios conflictos internacionales para ejercer de mediador, como en el conflicto entre la República Popular China y la Unión Soviética, o la situación en el Congo y Rodesia. En ninguno de estos casos fue aceptada su mediación, aunque creó una importante red diplomática con cincuenta y siete embajadas de Ghana a lo largo del planeta. Respecto a sus problemas internos, Nkrumah los atribuyó al imperialismo y a conspiraciones internacionales. Su suspicacia hacia otros miembros del partido siguió acrecentándose, especialmente a raíz del intento de asesinato contra su persona, que acabó con el arresto de Adamafio y dos ministros. El veredicto del juez fue de inocencia, pero Nkrumah lo destituyó y cambió la ley para poder participar en los juicios de interés nacional. En el segundo juicio fueron hallados culpables y sentenciados a cadena perpetua. Cuando en 1964 volvió a sufrir otro intento de asesinato Nkrumah sospechó de la policía, la desarmó, y se rodeó de una guardia armada proveniente exclusivamente de su región natal y entrenada por agentes soviéticos.
Nkrumah decidió crear una serie de leyes que le protegieran ante los complots de asesinatos que sospechaba (y efectivamente existían) contra su persona. Por ello, creó una ley de detención preventiva que avalaba como legal el encarcelamiento ``sin cargos ni juicio´´ ante posibles culpables de atentar contra el presidente, siendo éste el único que podría liberarlos. (Ninsin, 2016) Otra ley a destacar que se promulgó en 1959 fue la de Enmienda Constitucional, la cual abolía las asambleas, permitiendo que el parlamento enmendara la constitución sin necesidad de mayoría absoluta.
En 1964 Nkrumah organizó un referéndum para transformar el régimen en unipartidista. La prensa gubernamental advirtió veladamente que se tomarían represalias contra quién no votase o hiciera campaña activa contra el gobierno. Se tomaron otras medidas, como la ausencia de ranuras en las urnas del «no». De esta forma Ghana pasó a ser un régimen unipartidista. Además, Nkrumah concentró más y más poder en su persona.
Nkrumah dedicó 10 millones de libras esterlinas a la construcción del complejo llamado «Job 600», dedicado a albergar la conferencia de jefes de Estado africanos en 1965 y con vistas a convertirse algún día en la capital de la Unión Africana. Sin embargo, las tensiones políticas entre Nkrumah y otros jefes de Estado hicieron fracasar esta conferencia. De los 36 países invitados asistieron 28, pero de estos solo 13 eran jefes de Estado y el resto representantes de menor rango. Además se rechazó la petición de Nkrumah de crear un subcomité para estudiar la unión de África.
Sus intentos de infiltrar espías en el ejército nacional, de hacerse con su control de forma personal y la gran diferencia de salario y equipamiento de los soldados comunes comparados con su guardia presidencial provocaron graves tensiones con el ejército, que mayormente lo había apoyado. El 24 de febrero de 1966, mientras se encontraba de viaje en Pekín para tratar de mediar en la guerra de Vietnam el Ejército se rebeló, presuntamente con apoyo de Estados Unidos, bajo la administración de Lyndon B. Johnson, y puso fin a su gobierno en un golpe de Estado incruento.

### Exilio y muerte
Nkrumah nunca volvió a Ghana, pero continuó trabajando en pos de la unificación africana. Vivió exiliado en Conakri, en la vecina Guinea, como huésped del presidente Ahmed Sékou Touré, que le hizo copresidente honorífico del país. Allí leía, escribía y recibía a los huéspedes. A pesar de retirarse de los asuntos públicos, vivía asustado por las agencias de inteligencia extranjeras que querían eliminarle. Cuando su cocinero murió temió que pudieran asesinarlo, y comenzó a amontonar comida en su habitación. En agosto de 1971, al fallar su salud, viajó a Bucarest, capital de la entonces República Socialista de Rumania, entonces gobernada por Nicolae Ceaușescu, para recibir tratamiento médico. Allí murió, el 27 de abril de 1972, de cáncer de piel, a los 62 años de edad.
Aunque la tumba de Nkrumah está situado en su pueblo natal, Nkroful, sus restos mortales se trasladaron a un monumento conmemorativo ubicado en Acra.
En 1992, el Mausoleo Kwame Nkrumah fue construido en honor del primer presidente de Ghana en Acra por el presidente Jerry Rawlings, ayudando a retratarlo como el padre fundador de Ghana, una figura panafricana y anticolonialista. El mausoleo es hoy uno de los monumentos más importantes de la capital ghanesa.
En diciembre de 2010, el presidente John Evans Atta Mills inauguró la puesta en marcha de un nuevo campo petrolero en alta mar; le permite a Ghana convertirse en un país exportador de petróleo. El Barco de Apoyo Logístico (FPSO) asociado con este campo pasó a llamarse Kwame Nkrumah.
Reflejaba en su discurso de la Declaración de Independencia de la colonia británica tras una década de lucha; (6 de marzo de 1957):

Hemos despertado. Ya no volveremos a dormir. ¡Hoy, a partir de ahora, hay un nuevo africano en el mundo! Ese nuevo africano está listo para pelear sus propias batallas y demostrar que, después de todo, el hombre negro es capaz de manejar sus propios asuntos. Vamos a demostrarle al mundo, a las demás naciones, jóvenes como somos, que estamos preparados para poner nuestros propios cimientos. Como dije en la asamblea hace unos minutos, señalé que vamos a crear nuestra propia personalidad e identidad africana.

## Legado
Todas las acciones de Nkrumah y la ideología y lucha que promovió desde sus comienzos como estudiante han dejado un legado de valores, creencias y motivos por los que luchar juntos que perduran en los Estados Africanos, así como referente a nivel mundial (siendo premiado en múltiples ocasiones tras su defunción (destacando el Premio Internacional Lenin "Por fortalecer la paz entre los pueblos" (1962) y su título a doctor honorario de varias universidades: Moscú, El Cairo, Cracovia (entre otras naciones)). O, como aún vemos a día de hoy, la celebración de aniversarios conmemorativos (como el 50 aniversario de su muerte, el 100 aniversario de su nacimiento,   días oficiales. Existen días oficiales de celebración promovidos por él como el Día de África (25 de mayo) o el consecutivo (26 de mayo) Día de la Celebración de África, y partidos políticos que prosiguen la defensa del denominado «pensamiento Nkrumi» como el del Partido del Congreso Popular (fundado en 1994, lucha por la independencia y la igualdad social), el Gran Partido de la Solidaridad del Pueblo (establecido en 1996 y defensor de la liberación económica de la dominación extranjera y el desarrollo industrial) o el Partido del Congreso Nacional del Pueblo (fundado en 1992 que defiende los ideales originales de Nkrumah), añadido al Congreso Nacional Democrático ya existente y que prevalece.

## Obras
- "Negro History: European Government in Africa,
- Ghana: The Autobiography of Kwame Nkrumah
- Africa Must Unite
- African Personality
- Neo-Colonialism: the Last Stage of Imperialism
- Axioms of Kwame Nkrumah
- African Socialism Revisited
- Voice From Conakry
- Handbook for Revolutionary Warfare (1968)
- Consciencism: Philosophy and Ideology for De-Colonisation (
- Class Struggle in Africa
- The Struggle Continues
- I Speak of Freedom
- Revolutionary Path

| Predecesor: cargo creado (Isabel II como monarca de Ghana) | Presidente de la República de Ghana 1960 - 1966  | Sucesor: Joseph Arthur Ankrah |
| Predecesor: cargo creado (Primer ministro de Costa de Oro) | Primer ministro del Dominio de Ghana 1957 - 1960 | Sucesor: cargo abolido        |